# Лоскот, Владимир Михайлович
Владимир Михайлович Ло́скот (24 августа 1938, Харьковская область, УССР — 15 мая 2021, Санкт-Петербург, Россия) — советский и российский орнитолог, доктор биологических наук, ведущий научный сотрудник, заведующий Отделением орнитологии Зоологического института РАН.

## Биография
В 1960 году окончил биолого-почвенный факультет Киевского государственного университета (кафедра зоологии позвоночных). С 1960 по 1964 год — младший научный сотрудник Зоологического Музея, затем кафедры зоологии беспозвоночных животных КГУ. С 1964 года старший лаборант, с 1965 по 1976 гг. — младший научный сотрудник Отдела позвоночных животных Института зоологии АН УССР, в котором в 1974 году защитил кандидатскую диссертацию «Чеканы и каменки фауны СССР».
С 1976 года — младший научный сотрудник, с 1986 года — старший научный сотрудник, с 1994 года — ведущий научный сотрудник Лаборатории орнитологии и герпетологии Зоологического института РАН. В 1993 году защитил докторскую диссертацию «Внутривидовая изменчивость и дивергенция близких видов воробьиных птиц Палеарктики (на примере малоизученных видов)». Заведующий Отделением орнитологии в 1978—2020 годах, в 1993—2007 годах главный хранитель фондовых коллекций ЗИН РАН.
Область научных интересов: систематика, экология и зоогеография птиц, преимущественно палеарктических воробьиных. Участвовал в многочисленных полевых исследованиях и экспедициях на Украине, Кавказе, в Казахстане, Средней Азии (Туркменистан, Таджикистан), Южной Сибири (Алтай, Тува, Забайкалье), на Дальнем Востоке России и южных Курильских островах.
Похоронен на Богословском кладбище Санкт-Петербурга.

## Таксоны, описанные Лоскотом
- Phylloscopus collybita caucasicus Loskot, 1991 — Кавказская пеночка-теньковка
- Riparia diluta gavrilovi Loskot, 2001 — Бледная береговушка Гаврилова
- Scytalopus notorius Raposo, Stopiglia, Loskot & Kirwan, 2006 — Земляной топаколо Серра-ду-Мар

## Избранные научные труды
- Кистяковский А. Б., Смогоржевский Л. А., Лоскот В. М. 1962. Новые данные о северной границе маньчжурской фауны. Материалы III Всесоюзн. орнитол. конференц. 2. Львов: 25-26.
- Францевич Л.I., Лоскот В. М. 1964. Вплив температури на токсичнiсть iнсектицидiв для личинок комарiв Aedes aegypti L. Доповiдi АН УРСР. 3: 401—403.
- Францевич Л. И., Лоскот В. М. 1967а. Кинетика действия инсектицидов, подвергающихся детоксикации. Фармакология и токсикология. 1: 105—109.
- Францевич Л. И., Лоскот В. М. 1967б. Чувствительность личинок комаров (Culicidae) некоторых районов УССР к ядохимикатам. Вестник зоологии. 1: 47-52.
- Шарпило В. П., Лоскот В. М. 1967. О новых находках на территории СССР трематод Collyriclum faba (Bremser,1831). Вестник зоологии. 1: 75-78.
- Лоскот В. М. 1969а. Распространение каменки-плясуньи на территории Украинской ССР. Изучение ресурсов наземных позвоночных Украины. Киев: 67-68.
- Лоскот В. М. 1969б. Некоторые особенности гнездостроения у каменок. Материалы V Всесоюзн. орнитол. конференц. 2. Ашхабад: 380—383.
- Лоскот В. М. 1971. Нотатки про деяких птахiв Бадхизу. Збiрник праць Зоол. музею АН УРСР. 34: 97-99.
- Лоскот В. М. 1972. Внутривидовая изменчивость и систематика каменки чёрной Oenanthe picata (Blyth). Вестник зоологии. 4: 28-34.
- Лоскот В. М. 1973. Географiчна мiнливiсть європейсько-азiатських популяцiй кам’янки звичайної Oenanthe oenanthe (L.). Збiрник праць Зоол. музею АН УРСР. 35: 72-77.
- Лоскот В. М., Петрусенко О. А. 1973. Живлення гiрської пустельної кам’янки Oenanthe deserti oreophila (Oberh.) на Памiрi. Збiрник праць Зоол. музею АН УРСР. 35: 78-79.
- Лоскот В. М., Петрусенко A.А. 1974.О питании рыжехвостой каменки (Oenanthe xanthoprymna Hempr. et Her.) в Бадахшане. Вестник зоологии. 5: 59-65.
- Грачик Р., Федоренко А. П., Лоскот В. М., Чуприн С. Л. 1975. Интродукция из Познани в Киев черных дроздов. Вестник зоологии. 5: 29-32.
- Лоскот В. М. 1976.О систематическом положении чернопегой каменки и плешанки. Сборник трудов Зоол. музея АН УССР. 36: 84-89.
- Лоскот В. М. 1977а. Систематический обзор видов рода Oenanthe (Vieill.) фауны СССР. Тезисы докл. VII Всесоюзн. орнитол. конференц. 1. Киев: 15-17.
- Лоскот В. М. 1977б. О видовой самостоятельности гирканской гаички Parus hyrcanus (Sarudny et Loudon). Вестник зоологии. 4: 28-31.
- Лоскот В. М. 1978. Гирканская гаичка, Parus hyrcanus (Sarudny et Loudon). Труды Зоологического института АН СССР. 76: 46-60.
- Лоскот В. М. 1981. О подвидах южного соловья (Luscinia megarhynchos Brehm). Труды Зоологического института АН СССР. 102: 62-71.
- Даревский И. С., Лоскот В. М. 1982. Лаборатория орнитологии и герпетологии. Зоол. институт. 150 лет. Л.: 68-83.
- Лоскот В. М. 1983. Биология восточной чернопегой каменки, Oenanthe hispanica melanoleuca (Guld.) в СССР. Труды Зоологического института АН СССР. 116: 79-107.
- Лоскот В. М. 1984. Биология златогузой каменки (Oenanthe xanthoprymna Hempr. et Her.) в Бадахшане. Природные ресурсы и заповедный фонд Таджикистана. 1. Душанбе: 157—173.
- Лоскот В. М. 1986а. Материалы по птицам окрестностей Ташанты (Ю.-В. Алтай). Труды Зоологического института АН СССР. 150: 44-56.
- Лоскот В. М. 1986б. Географическая изменчивость полярной овсянки Emberiza pallasi (Cab.) и её таксономическая оценка. Труды Зоологического института АН СССР. 150: 157—173.
- Лоскот В. М. 1986в. Фенотипический состав популяций в зонах вторичного контакта чернопегой каменки и плешанки. Труды Всесоюзн. орнитол. общества. 1. М.: 17-33.
- Лоскот В. М. 1986 г. Внутривидовая дифференциация и концепция подвида в орнитологии. Тезисы докл. IX Всесоюзн. орнитол. конференц. 2. Л.: 37-39.
- Лоскот В. М. 1988. Новые данные о распространении и образе жизни пестрой завирушки (Prunella ocularis Radde). Труды Зоологического института АН СССР. 182: 89-115.
- Лоскот В. М. 1989. Материалы по распространению, систематике и образу жизни пустынного жаворонка Ammomanes deserti (Licht.) в СССР. Труды Зоологического института АН СССР. 197: 60-77.
- Лоскот В. М. 1990. Материалы по биологии и систематике индийской пеночки Phylloscopus griseolus (Blyth). Труды Зоологического института АН СССР. 210: 46-58.
- Лоскот В. М. 1991а. Основные направления адаптивной радиации палеарктических каменок (Oenanthe, Turdidae). Материалы X Всесоюзн. орнитол. конференц. 1. Витебск: 101—103.
- Лоскот В. М. 1991б. Новый подвид пеночки-теньковки (Aves, Sylviidae) c Кавказа. Вестник зоологии. 3: 76-77.
- Лоскот В. М. 1991в. Распространение и образ жизни кавказской большой чечевицы Carpodacus rubicilla rubicilla (Guld.). Труды Зоологического института АН СССР. 231: 43-115.
- Лоскот В. М., Соколов Е. П. 1992. Систематическое положение континентальных и островных пятнистых сверчков Locustella lanceolata (Temminck) (Sylviidae, Aves). Труды Зоологического института АН СССР. 247: 52-72.
- Лоскот В. М. 1995. Редкий способ питания обыкновенного скворца. Вестник зоологии.1: 76-77.
- Степанян Л. С., Лоскот B.M. 1998. Номенклатурные типы таксонов видовой группы в коллекции птиц, собранной М. М. Березовским во время Ганьсуйского путешествия Г. Н. Потанина в 1884—1887 годах. Зоол. журн. 77(8): 947—951.
- Лоскот В. М. 2001. Большой чекан Saxicola insignis Gray, 1846. Данилов-Даниелян В. И., ред. Красная книга Российской Федерации. (Животные). 2-е изд. М.: 555—556.
- Дольник В. Р., Лоскот В. М. 2004. Отделение орнитологии Зоологического института РАН (1950—2002 гг.). Фундаментальные зоологические исследования (Теория и методы). М.-СПб.: 38-44.
- Лоскот В. М., Абрамсон Н. И. 2006. Обзор форм славки-завирушки Sylvia curruca (L.) и горной славки Sylvia althaea Hume (Aves: Sylviidae). Зоол. журн., 85 (12): 1454—1464.
- Лоскот В.М, Редькин Я. А., Нечаев В. А. 2013. Распространение, изменчивость окраски оперения и размеров сибирской чечевицы Carpodacus roseus (Pallas, 1776) — Труды Мензбировского орнитологического общества. Том 2: 169—207.
- Лоскот В. М. 2015. Ревизия клестов (Aves: Fringillidae: Loxia), добытых на Командорских островах и Камчатке. Труды ЗИН РАН, Т. 39, № 1, 2015: 110—119.
- Лоскот В. М., Весёлкин А. Ф. 2017. Птицы из Гималаев в фондовой коллекции Зоологического института РАН. Российские гималайские исследования: вчера, сегодня, завтра. Спб: Европейский Дом: 195—200.
- Ковшарь А. Ф., Паевский В. А., Лоскот В. М. и др. Ирэна Анатольевна Нейфельдт (1929—2020). Русский орнитол. журн. Т.29, № 1925: 2253—2258.
- Loskot W. M. 1978. Oenanthe xanthoprymna (Hemprich & Ehrenberg). Atlas der Verbrei-tung palaearktischer Vogel. Lief. 7.
- Loskot W. M. 1980. Oenanthe picata (Blyth). Atlas der Verbreitung palaearktischer Vogel. Lief. 8.
- Loskot W. M. & E. v. Vietinghoff-Scheel.1981a. Oenanthe alboniger (Hume). Atlas der Verbreitung palaearktischer Vogel. Lief. 9.
- Loskot W. M. & E. v. Vietinghoff-Scheel. 1981b. Oenanthe monacha (Temminck). Atlas der Verbreitung palaearktischer Vogel. Lief. 9.
- Loskot V. M. 1982a. Parus hyrcanus (Sar. et Loud.) — a distinct species. Ornithol. studies in the USSR. 1. Moscow : 24-30.
- Loskot W. M. (ubersetzt von K. Wunderlich).1982b. Parus lugubris Temminck. Atlas der Verbreitung palaearktischer Vogel. Lief. 10.
- Loskot W. M. 1987. Parus hyrcanus (Zarudny & Loudon). Atlas der Verbreitung palaearktischer Vogel. Lief. 14.
- Chrabryj W. M., Loskot W. M.& E. v. Vietinghoff-Scheel. 1989a. Phylloscopus inornatus (Blyth). Atlas der Verbreitung palaearktischer Vogel. Lief. 16.
- Chrabryj W. M., Loskot W. M. & E. v. Vietinghoff-Scheel. 1989b. Phylloscopus fuscatus (Blyth). Atlas der Verbreitung palaearktischer Vogel. Lief. 16.
- Chrabryj W. M., Loskot W. M. & K. Wunderlich. 1989. Milvus milvus (L.). Atlas der Verbreitung palaearktischer Vogel. Lief. 16.
- Loskot W. M., Sokolow E. P. & K. Wunderlich. 1991. Sitta tephronota Sharpe. Atlas der Verbreitung palaearktischer Vogel. Lief. 17.
- Loskot W. M., Sokolow E. P. & E. v. Vietinghoff-Scheel. 1991. Lanius tigrinus Drapiez. Atlas der Verbreitung palaearktischer Vogel. Lief. 17.
- Chrabryj W.M., Loskot W.M.& E. v. Vietinghoff-Scheel. 1991. Phylloscopus borealis (Blasius). Atlas der Verbreitung palaearktischer Vogel. Lief. 17.
- Loskot V.M. & E. v. Vietinghoff-Scheel. 1991. Phylloscopus griseolus (Blyth). Atlas der Verbreitung palaearktischer Vogel. Lief. 17.
- Sokolow E.P., Loskot W.M.& K. Wunderlich. 1991. Anser canagicus (Sevastianov). Atlas der Verbreitung palaearktischer Vogel. Lief. 17.
- Chrabryj W.M., Loskot W.M.& K. Wunderlich. 1991. Ibidorhyncha struthersii Vigors. Atlas der Verbreitung palaearktischer Vogel. Lief. 17.
- Loskot W.M., Sokolow E.P.& E. v. Vietinghoff-Scheel. 1992. Lanius vittatus Valenciennes. Atlas der Verbreitung palaearktischer Vogel. Lief. 18.
- Loskot V.M. & Sokolov E.P. 1993.Taxonomy of the mainland and insular Lanceolated Warblers, Locustella lanceolata (Temminck) (Aves: Sylviidae). Zoosystematica Rossica. 2(1): 189—200.
- Round P.D. & Loskot V.M. 1994. A reappraisal of the taxonomy of the Spotted Bush-Warbler Bradypterus thoracicus.─ Forktail. 10: 159—172.
- Loskot V.M. 1994a. Radde’s Accentor, Prunella ocularis. Tucker G.M. & Heath M.F., eds. Birds in Europe: their conservation status. Cambridge, U.K. BirdLife International (BirdLife Conservation Series no. 3): 374—375.
- Loskot V.M. 1994b. Black-throated Accentor, Prunella atrogularis. Tucker G.M. & Heath M.F., eds. Birds in Europe: their conservation status. Cambridge, U.K. BirdLife International (BirdLife Conservation Series no. 3): 376—377.
- Loskot V.M. 1994c. Guldenstadt’s Redstar, Phoenicurus erythrogaster. Tucker G.M. & Heath M.F., eds. Birds in Europe: their conservation status. Cambridge, U.K. BirdLife International (BirdLife Conservation Series no. 3): 389.
- Loskot V.M. 1994d. Great Rosefinch, Carpodacus rubicilla. Tucker G.M. & Heath M.F., eds. Birds in Europe: their conservation status. Cambridge, U.K. BirdLife International (BirdLife Conservation Series no. 3): 438.
- Loskot V.M., Sokolov L.V. & Paevsky V.A. 1999. The Subalpine Warbler, Sylvia cantillans (Pallas, 1764), new to the fauna of Russia, with a review of records of its northern vagrancy (Aves: Sylviidae). Zoosystematica Rossica. 8 (1): 191—199.
- Loskot V.M. 2000. N.N. Mikloucho-Maclay’s ornithological collection at the Zoological Institute in Saint-Petersburg. Zoosystematica Rossica. 1999, 8(2): 352—356.
- Loskot V.M. 2001a. Taxonomic revision of the Hume’s Whitethroat Sylvia althaea Hume, 1878. Avian Ecol. Behav. 6: 41-42.
- Loskot V.M. 2001b. A new subspecies of Pale Sand Martin, Riparia diluta (Sharpe & Whyatt), from the Altai and Middle Siberia (Aves: Hirundinidae). Zoosystematica Rossica. 2000, 9(2): 461—462.
- Loskot V.M., Daletskaya K.K. 2001. Plumages and size variation of the Himalayan Rubythroat, Luscinia pectoralis (Gould, 1837) (Aves: Muscicapidae). Zoosystematica Rossica. 2000, 9(2): 463—486.
- Loskot V.M. 2001c. Name-bearing types of subspecies of Sylvia curruca (L.) and S. althaea Hume in the collection of the Zoological Institute, St. Petersburg (Aves: Sylviidae). Zoosystematica Rossica. 10(1): 219—229.
- Loskot V.M., Dickinson E.C. 2001. Systematic notes on Asian birds. 15. Nomenclatural issues concerning the common sand martin Riparia riparia (Linnaeus, 1758) and the pale sand martin, R. diluta (Sharpe & Wyatt, 1893), with a new synonymy. Zool. Verhandelingen. 335: 167—173.
- Loskot V.M. 2002a. On the type specimens of Sylvia curruca caucasica Ognev & Ban?kowski and Phylloscopus collybita menzbieri Shestoperov (Aves: Sylviidae). Zoosystematica Rossica. 2001, 10(2): 413—418.
- Loskot V.M. 2002b. On the type specimens of Locustella ochotensis (Middendorff, 1853) in the collection of the Zoological Institute, St. Petersburg (Aves, Sylviidae). Zoosystematica Rossica. 11(1): 239—242.
- Loskot V.M. 2003. Distribution and breeding biology of the Radde’s Accentor Prunella ocularis (Radde). Avian Ecol. Behav. 10: 33-66.
- Loskot V.M. 2005. Morphological variation and taxonomic revision of five south- eastern subspecies of Lesser Whitethroat Sylvia curruca (L.) (Aves: Sylviidae). Zool. Mededelingen, Leiden 79-3: 157—165.
- Loskot V.M. 2006. Systematic notes on Asian birds. 61. New data on taxonomy and nomenclature of the Common Sand Martin Riparia riparia (Linnaeus, 1758) and the Pale Sand Martin R. diluta (Sharpe & Wyatt, 1893). Zool., Leiden 80-5 (13): 213—223.
- Dickinson E.C., Loskot V.M., Morioka H., Somadikarta S. & R. van den Elzen. 2006. Systematic notes on Asian birds. 50. Types of the Aegithalidae, Remizidae and Paridae. Zool. Mededelingen, Leiden, 80-5(2): 65-111.
- Dickinson E.C., R. van den Elzen, Loskot V.M., Morioka H. & Somadikarta S. 2006. Systematic notes on Asian birds. 66. Types of the families Sittidae and Certhiidae. Zool. Mededelingen, Leiden, 80-5(2): 65-111.
- Rapozo M.A., Stopiglia R., Loskot V. & Kirwan G.M. 2006. The correct use of the name Scytalopus speluncae (Ménétriés, 1835), and the description of new species of Brazilian tapaculo (Aves: Passeriformes: Rhinocryptidae). Zootaxa 1271: 37-56.
- Rapozo, M. A., Kirwan G. M., V. Loskot & S. P. de Assis. 2012. Sao Joao del Rei is the type locality of Scytalopus speluncae (Aves: Passeriformes: Rhinocryptidae) — a responce to Mauricio et al. (2010) . // Zootaxa 3439: 51-67.
- Haas M., Crochet P.-A., Koerkamp G. G., Arkhipov V. Yu. & V.M. Loskot. 2013. Occurrence of Pallas’s Rosefinch in the Western Palearctic // Dutch Birding 35: 169—179
- Mlikovsky J. & V. M. Loskot. 2013. Neotypification of Larus cachinnans Pallas, 1811 (Aves: Laridae) // Zootaxa 3637 (4): 478—483.
- Mlikovsky J., Frahnert S. & V. M. Loskot. 2013. Type specimens of Anthus berthelotii Bolle, 1862 (Aves: Motacillidae) // Zootaxa 3669 (4): 597—600
- Loskot V. M. 2014.The Hyrcanian Chickadee Poecile hyrcanus (Zarudnyj & Loudon, 1905), an endemic species of broadleaved forests of Talysh and Elburz mountains // Journal of the National Museum (Prague), Natural History Series Vol. 183 (7): 65-88.
- Mlikovsky, J. & Loskot, V. M. 2016. Type specimens and type localities of birds (Aves) collected during Friedrich Heinrich von Kittlitz’s circumnavigation in 1826—1829. Part 1.Specimens in the collections of the Zoological Institute of the Russian Academy of Sciences, St.-Petersburg, Russia. // Journal of the National Museum (Prague), NaturalHistory Series. 2016. Vol. 185 (8): 77-137.
- Loskot V. M., Bakhtadze G. B. 2020. Distribution, systematics and nomenclature of the three taxa of Common Stonechats (Aves, Passeriformes, Muscicapidae, Saxicola) that breed in the Caucasian region. Zoosystematica Rossica 29 (1): 33-57.